# Maria Anna d’Arquien
Maria Anna de La Grange d’Arquien Wielopolska, (ur. prawdopodobnie 1646, zm. 1733 w Warszawie) – siostra królowej Marysieńki Sobieskiej.

## Życiorys
Była siostrą królowej Marii Kazimiery Sobieskiej, która w 1676 roku sprowadziła ją wraz z markizą de Béthune z Francji do Polski. Urodziła się prawdopodobnie w 1646 roku lub wcześniej w Nevers w Burgundii, w starym, ale zubożałym rodzie d’Arquien. Była córką – wśród licznego rodzeństwa – francuskiego markiza Henriego Alberta de La Grange d’Arquien i Franciszki de la Châtre – ochmistrzyni dworu Ludwiki Marii Gonzagi. 
Początkowo planowała wstąpić do klasztoru karmelitanek śladem swych starszych sióstr, czemu sprzeciwiał się jej ojciec markiz d’Arquien. Po przyjeździe do Polski poślubiła w czerwcu 1678 roku we Lwowie stolnika koronnego Jana Wielopolskiego, herbu Starykoń, administratora żup wielickich i bocheńskich od 1672 roku, który był owdowiały po stracie kolejnych małżonek – Anieli Koniecpolskiej i Konstancji Krystyny Komorowskiej. Wkrótce, dzięki protekcji królowej, został on mianowany na stanowisko kanclerza wielkiego koronnego (1678), dlatego siostra królowej przywoływana była odtąd w korespondencji Sobieskiego i Marysieńki mianem Madame la Chancelière. W związku z Wielopolskim Maria Anna urodziła jedyną córkę Marię Teresę, późniejszą Sapieżynę. Owdowiała po dziesięciu latach małżeństwa, gdyż kanclerz Jan Wielopolski zmarł 15 lutego 1688 roku.
Po ślubie z Janem Wielopolskim stała się panią na Pieskowej Skale. W Krakowie miała do dyspozycji wspaniały mężowski pałac, a pod Warszawą dwór w Oborach położony 1,5 km od Konstancina oraz nieco ponad 20 km od Warszawy. Po nominacji na kanclerza wielkiego koronnego Jan Wielopolski musiał bowiem przebywać w pobliżu dworu królewskiego. Na jego zlecenie nową rezydencję w Oborach wzniósł prawdopodobnie holenderski architekt Tylman z Gameren.  

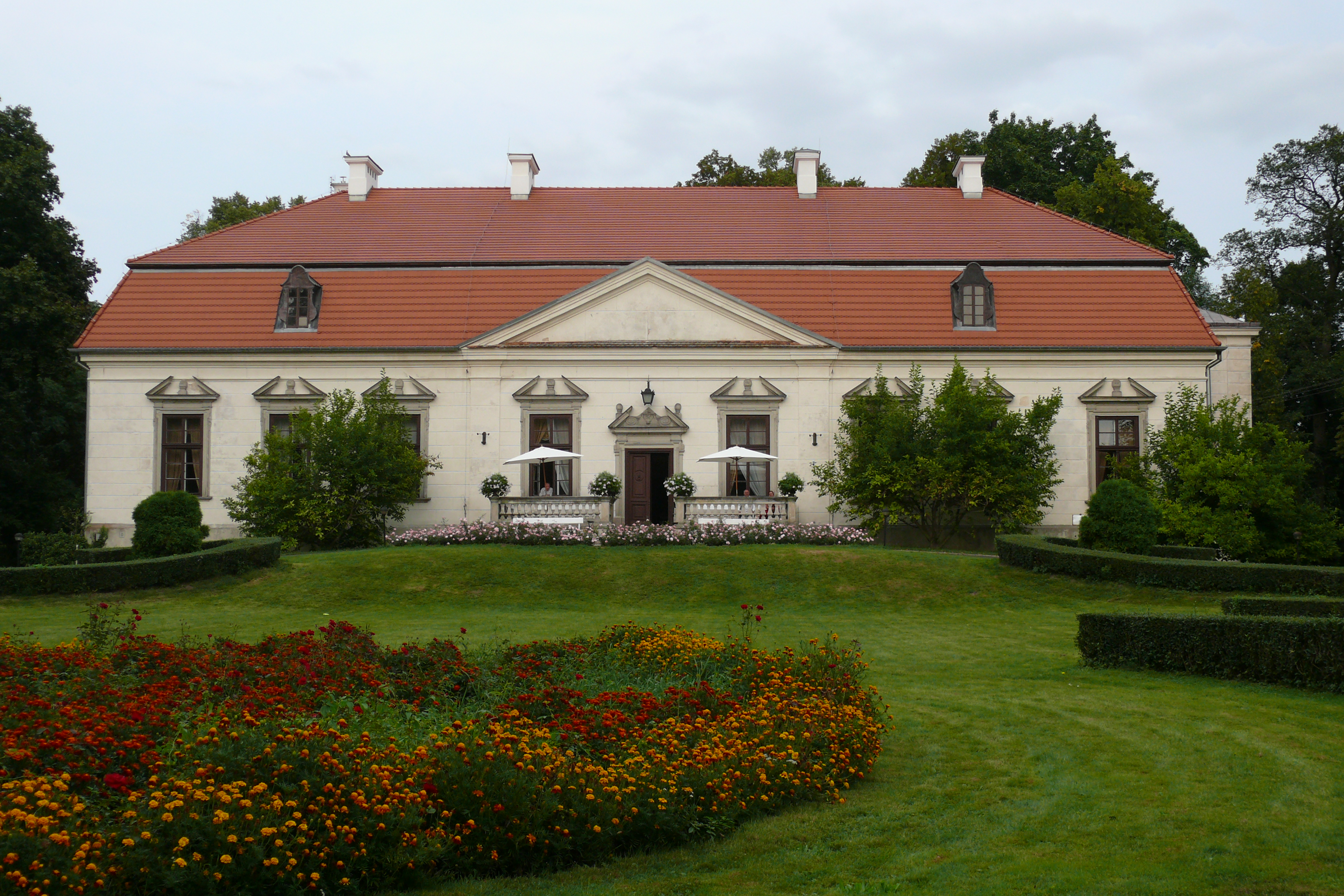
Dwór w Oborach od strony zachodniej

W 1682 roku Maria Anna wraz z mężem kurowała się w śląskich Cieplicach (Warmbrunn).